# Budushi
Budushi è una circoscrizione rurale (rural ward) della Tanzania situata nel distretto rurale di Nzega, regione di Tabora. Conta una popolazione di 6 940 abitanti (censimento 2012).